# 바람에 젖은 여자
《바람에 젖은 여자》(일본어: 風に濡れた女)는 2016년 공개된 일본의 코미디, 드라마 영화이다. 시오타 아키히코 감독, 각본 작품이다.

## 출연
- 나가오카 타스쿠 - 고스케 역
- 마미야 유키 - 시오리 역
- 카토 타카히로
- 테이 류신
- 스즈키 미치코
- 나카타니 히토미